# Peaks Ice Arena
La Peaks Ice Arena est une patinoire située à Provo, dans l'Utah, construite à l'occasion des Jeux olympiques d'hiver de 2002 pour y accueillir les rencontres des tournois masculin et féminin de hockey sur glace. Elle possède une capacité totale de 8 400 places.